# 王毓芝

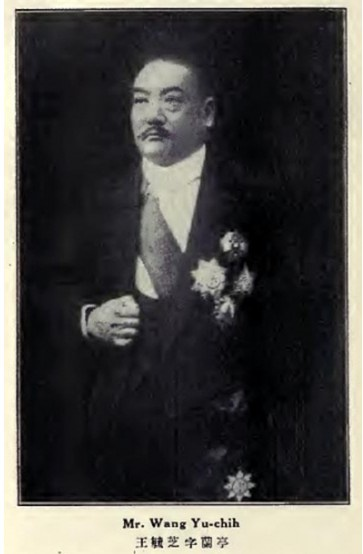

王毓芝，(1875年—1933年) ，字兰亭，山东济宁人，中華民國政治人物。

## 生平
1905年他考取陆军学堂。曾任曹锟直隶督军署秘书兼咨议、省长公署秘书，1922年任全国烟酒事务署督办，1923年任曹锟总统府秘书长。1924年10月冯玉祥率胡景翼、孫岳在北京發動甲子政变，推翻曹錕，曹锟被软禁，王毓芝也被解职，后寓居天津。1933年他病逝于天津。